# Monocelis honorei
Monocelis honorei är en plattmaskart som beskrevs av Fugenschuh.; Steinbock 1932. Monocelis honorei ingår i släktet Monocelis och familjen Monocelididae. Inga underarter finns listade i Catalogue of Life.